# Caraipa valioi
Caraipa valioi là một loài thực vật có hoa trong họ Calophyllaceae. Loài này được Paula mô tả khoa học đầu tiên năm 1968.